# Алфабет
Алфабет је стандардни скуп слова (заснованим на симболима или графемама) који се користи за писање једног или више језика заснован на основну општег принципа да слова представљају фонеме (основна језичка јединица) говорног језика. То је у супротности са другим врстама писаних система, као што је слоговно (у коме сваки карактер представља слог) и логограмско (у коме сваки карактер представља ријеч, морфему или семантичку јединицу).
Прахананско писмо, касније познато као феничанско писмо, прво је потпуно фонемичко писмо. Тиме се сматра да је феничанско писмо, први алфабет. Феничанско писмо је претходних свих савремених алфабета, укључујући арапско, грчко, латиничко, ћириличко, хебрејско и могуће брамаско писмо.
Етимологија саме речи алфабет је ушла у енглески језик у средњем веку од позног латинског алфабетум које је пореклом из старогрчког алфабетос-од алфа и бета, прва два слова грчке азбуке. Постоји много алфабета који су данас у употреби. Већина њих су линеарна писма, што подразумева да се реализују у линијама. Изузеци у писању су: азбука за слепе, ручни алфабет, Морзеова азбука и клинаста писма древних цивилизација Месопотамије.
Термин алфабет се односи на било који писани систем који се служи графемама за илустрацију и консонаната и вокала, иако не постоји потпуна кореспонденција између симбола и звука.
Графема је апстрактна јединица која се физички може представити различитим стиловима глифова. Постоји много писаних ентитета који не чине саставни део алфабета као што су бројеви, математички симболи и знакови интерпункције. Неки језици се често бележе помоћу разних комбинација логограма који представљају морфеме или речи, али и силабограма уместо алфабета. Египатско хијероглифско писмо и кинески карактери су два најпознатија писана система са углавном нетипичном алфабетском репрезентацијом.
Језици који немају писмо се, такође, могу алфабетски представити. Рецимо, лингвистичка истраживања неког неписаног језика (као што су неки веома ретки језици америчких Индијанаца) ће подразумевати коришћење интернационалног фонетског алфабета који ће им омогућити да забележе звукове које чују.
Већина, ако не и сви језички писани системи поседују извесна средства којима се звуковно (фонетски) приближавају страним речима, углавном користећи урођени сет карактера.

## Историја
Историја алфабета почиње у древном Египту. До 2700. године пре нове ере египатско писмо је имало 22 хијероглифа за представљање слогова који почињу било којим консонантом њиховог језика, али су имали и један вокал који су могли пронаћи у говору урођеника. Ови глифови су послужили као смернице ка логограмима, за бележење граматичких утицаја и касније за транскрипцију позајмљеница и страних имена.
Премда је египатско писмо личило на алфабетско по својој природи, оригинално писмо није било систем и никада није коришћено за енкодирање египатског језика. Према подацима, једини алфабетски познати систем у средњем бронзаном добу је прото-синајско писмо за које се верује да је настало у централном Египту око 1700. године пре нове ере од стране семитских радника-робова или за њихове сврхе, али не можемо дешифровати ове ране записе, па је њихова права природа дискутабилна.
Ово писмо се коначно развило у прото-канаанитски алфабет који је на крају упрошћен у феничански алфабет. За неке белешке нису утврђени одговарајући алфабети, будући да у свим рукописима постоји недостатак карактера за означавање вокала. Ова рана појава алфабета без вокала се назива абџад и још увек постоји у рукописима као што су арапски и хебрејски рукописи.
Феничанско писмо је било прво важније фонетско писмо. Разликовало се од других писама која су била у широкој употреби тиме што је имало двадесетак различитих слова - писмо довољно једноставно да га науче многобројни трговци. То се супротстављало хиљадама различитих карактера клинастог писма и египатских хијероглифа-два широко распрострањена писана система тог времена. Друга предност феничанског писма је била то што је могло бити коришћено за записивање многих различитих језика, будући да је речи бележило фонетски.
Феничани су ширили ово писмо, а Таласокраси су им дозволили да писмо пренесу преко Медитерана. У Грчкој је писмо модификовано да би се означили вокали. Ово је био успон првог правог алфабета. Грци су знакове који су постојали у феничанском писму, а за које сами нису имали одговарајуће гласове, променили тако што су им доделили вредност вокала. Првих година постојало је више варијаната грчког алфабета. Куме форма је преношена до италијанског полуострва где је омогућила варијанту алфабета искоришћену за бележење италских језика. Један од њих је постао латински алфабет који се распростирао широм Европе упоредо са Римском империјом.
Тајванци су научили силабичко писмо звано бопомофо пре него што су научили кинеске карактере.

## Врсте
Комплетна генеалогија алфабета:
- канаанитско-феничански (14. век п. н. е.)
- палео-хебрејски (10. век п. н. е.)
- арамејски (9. век п. н. е.)
- брахми-индијски(6. век п. н. е.)
- тибетански (7. век)
- кмер-јавански (9. век)
- хебрејски (3. век п. н. е.)
- сиријски(2. век п. н. е.)
- набатенски (2. век п. н. е.)
- арапски (4. век)
- пахлави (2. век п. н. е.)
- авестански (4. век)
- грчки (9. век п. н. е.)
- етрурски (8. век п. н. е.)
- латински (7. век п. н. е.)
- руне (2. век)
- огхам (4. век)
- готски (4. век)
- јерменски (405. година)
- глагољица (862. година)
- ћирилица (9. век)
- самарићански (6. век п. н. е.)
- иберијски (6. век п. н. е.)
- јужноарапска епиграфија (9. век п. н. е.)
- геез (5-6. век п. н. е.)
- мероитик (3. век п. н. е.)
- хангул (1443. година)
- зујин (1913. година)

Термин алфабет користе лингвисти и палеографи (истраживачи старих рукописа) и у ширем смислу и у ужем смислу. У ширем смислу, алфабет подразумева писмо које је сегментирано на фонетски ниво, што значи да има посебне глифове за појединачне звукове, а не и за веће јединице као што су слогови или речи. У ужем смислу неки стручњаци разликују праве алфабете од друга два типа писма-абџада и абуџидаса. Сва три се разликују међусобно по начину на који се односе према вокалима: абџад има слова за консонанте и већину вокала не обележава; абуџидас је, такође, у основи консонантски, али самогласнике изражава помоћу дијакритичких знакова или системским графичким модификацијама консонаната. У алфабетима у ужем смислу, с друге стране, консонанти и вокали се пишу као одвојена слова. Најранији познати алфабет у ширем смислу је вади ел-хол скрипт, за који се верује да је абџад, а који је преко свог наследника-феничанског писма постао претеча модерних алфабета, укључујући и арапски, грчки, латински (преко старог италског алфабета), ћирилице (преко грчког алфабета) и хебрејски (преко арамејског).
Данас су примери абџада арапско и хебрејско писмо; правих алфабета латиница, ћирилица и корејски алфабет; а абуџидаса тигриња, амарик, хинди и таи. Силабичко писмо канадских домородаца, такође, спада у абуџиду и то пре него у силабичко писмо како имплицира сам назив, будући да сваки глиф који представља консонант и који је модификован ротирањем представља следећи самогласник (у правом силабичком писму свака комбинација консонант-вокал је представљена посебним глифом).
Границе између ова три писма нису увек јасно одређене. На пример, ирачки курду се пише арапским писмом које је уобичајени абџад. Ипак, у курду писање самогласника је дозвољено и користе се читава слова, па је то писмо прави алфабет. Други језици користе семитски абџад да би обележили вокале дијакритичким знаковима, чинећи их успешно абуџидама. Са друге стране, пагспа писмо Монголске Империје је у основи базирано на тибетанској абуџиди, али се сви вокали бележе након следећег консонанта, пре него као дијакритички знаци. У индик абуџидасу се не бележи кратко а, а неко би могао тврдити да линеарни распоред чини ово писмо правим алфабетом. Напротив, обележавање вокала тигриње абуџида и амарик абуџида се толико прилагодило на њихове консонанте да те модификације нису више биле системске и морало се учити као слоговно писмо пре него сегментно. Што је још необичније, пахлави абџад је на крају посао пиктографско писмо.
Ово је примарна класификација алфабета према начину на који третирају вокале. За тоналне језике даља класификација би се могла базирати на њиховом односу према акценту, иако још увек нема назива којим би се разграничиле различите врсте. Неки алфабети не подразумевају у потпуности звук, нарочито када нема велику функционалну вредност као што је у сомали и многим другим језицима Африке и Америке. Ова писма се према тону односе као абџади према вокалима. Углавном се тон изражава дијакритичким знацима као вокали у абуџидама. То важи и за вијетнамски (прави алфабет) и таи (абуџида). У таи алфабету је тон примарно одређен избором консонаната, једнозначно са дијакритичким знацима. У полард писму, абуџиди, вокали се означавају дијакритичким знацима, али начин на који се ти знаци односе према консонантима је уређен тако да обележава тон. Ређе, писмо може имати посебне знакове за тон као што је случај са хмонг и зуанг алфабетом. У већини ових писама, без обзира на то да ли се користе слова или дијакритички знаци, већином се тон не бележи баш као што се ни најуобичајенији вокал не означава у индик абуџидама.
Алфабети могу бити поприлично мали. Пахлави писмо, абџад, има свега 12 слова, а може имати и мање. Данас ротокас алфабет има свега 12 слова. За хавајски алфабет се понекад тврди да је исто тако мали, али заправо се састоји од 18 слова. Док је ротокас мали алфабет јер има мало фонема које треба представити (свега 11), пахлави је био мали јер су његова многа слова била спојена-тако се графичка дистинкција временом изгубила, а дијакритички знаци се нису развили као компензација за то као у арапском алфабету-постојало је писмо које је изгубило многе дистинкције између облика слова. Ипак, такве очигледне симплификације су чиниле азбуку компликованијом. Касније се у пахлавију више од половине графичких дистинкција тих 12 слова изгубило и писмо се више није могло читати сукцесивно, већ је свака реч имала посебно значење и тако је постало пиктографско као демотик у Египту.
Највеће писмо је вероватно једна абуџида, деванагари. Када је писан деванагаријем, ведски санскрит је имао алфабет од 53 слова, укључујући и висаргу-ознаку за крајњу аспирацију и специјална слова, иако је једно од слова хипотетичко и није се заправо ни употребљавало. Хинди алфабет је представљао и санскрит и модерни вокабулар и био је распрострањен на 58 кутма слова (слова на која је додавана тачка) да би представио звукове из персијског и енглеског.
Највећи познати абџад је синдхи са 51 словом. Највећи алфабети у ужем смислу укључују кабардиан и абкхаз (за ћирилицу) са 58 и 56 слова, а у истом реду је и словак (из латинског алфабета) са 46 слова. Ипак, ова писма удвајају слова у диграфе, триграфе. Највећи прави алфабет где је свако слово графички одвојено је вероватно грузијски алфабет са 41 словом.
Силабичка писма обично садрже 50-400 глифова (иако мура-пираха језик Бразила захтева свега 24 слова, ако не бележи тон, а ротокас свега 30 слова), а глифови пиктографских система обично броје неколико стотина до неколико хиљада слова. На тај начин је нека мала бројка међу бројним различитим симболима важан доказ о природи било ког непознатог језика.
Није увек јасно из чега се различити алфабети састоје. Француски користи исту алфабетску основу као енглески, али многа слова носе додатна обележја. У француском се ове комбинације не сматрају додатним обележјима. Ипак, у Ирској, акцентована слова се сматрају различитим обележјима тог алфабета. Неке адаптације латинског алфабета се увећавају лигатурама, као и у староенглеском. Други алфабети користе само основу од латинског алфабета као што су хавајски или италијански алфабет.

## Писање
Сваки језик може установити утврђена правила која ће покривати односе између фонема и слова, али, у зависности од језика, та се правила могу и не морају доследно поштовати. У савршеном фонетском алфабету фонеме и слова би требало да се савршено саодносе у два смера: да онај који пише може савршено добро да предвиди писање било које речи и то само по њеном изговору, а да говорник може савршено да изговори било коју реч на основу начина на који је написана. Ипак, језици често еволуирају независно од њихових писаних система, а писани системи бивају позајмљивани за језике за које нису створени. Тако се ствара разлика између слова неког алфабета и одговарајућих фонема неког језика, па се та разлика мења од језика до језика-чак варира и у оквиру једног језика.
Језици могу оманути у постизању кореспонденције један према један између звука и означеног и то у било ком од неколико начина:
- Један језик може изразити дату фонему са комбинацијом слова и то пре него са једним словом. Комбинације од два слова се зову диграфи, а од три слова триграфи. Немачки користи тесераграфе (4 слова). Њих, такође, користи и кабардиан за једну од фонема.
- Језик може исту фонему представити са два различита слова или комбинацијама слова.
- Неки језик може неке речи бележити са словима која се не изговарају, а постоје из историјских или других разлога.
- Изговор појединих речи се може мењати у зависности од окружења речи у некој реченици.
- Различити дијалекти једног језика могу употребљавати различите фонеме за једну исту реч.
- Један језик може користити различите групе симбола или различита правила за различите врсте речи (као што је јапански хирагана и катакана, силабичка писма) или различита правила писања речи у енглеском за речи латинског, грчког или немачког порекла.

Национални језици су углавном изабрани говори дијалеката настали једноставним повезивањем алфабета са статусом нације. Па ипак, са једним интернационалним језиком и његовим широко распрострањеним дијалектима као што је енглески, било би немогуће представити га са једним фонетским алфабетом у свим његовим варијантама.
Неки национални језици, као што је фински има поприлично правилан систем писања са скоро један на један кореспонденцијом између слова и фонема. Глагол у италијанском који одговара писаном компитаре је непознат већини Италијана јер им тај начин писања скоро није потребан-у књижевном италијанском се свака фонема представља на један начин. Па ипак, не изговара се увек као што се пише јер се одређена слова изговарају на више начина. У књижевном шпанском је могуће читати реч на основу онога како је написана, али не и обрнуто јер се одређене фонеме могу изразити на више начина, али се написано слово тако и чита. Изгледа да француски има много мању кореспонденцију између писања и изговора због такозваних немих слова и широке употребе назалних вокала као и небележења гласова који се изговарају, али су његова правила изговора потпуно установљена и предвидљива са прихватљивим степеном у правилности. На другом крају, ипак, постоје језици као што су енглески и ирски где се писање многих речи једноставно мора упамтити будући да њихово писање не одговара у потпуности звуковима који се чују. Енглески се морао прилагодити великом броју позајмљеница из различитих периода, притом задржавајући првобитан начин писања на различитим нивоима. Па ипак, енглески поседује сва правила којима се оно написано може прочитати и та правила се углавном показују као задовољавајућа.
Сви звукови говора свих језика света се могу забележити са поприлично малим свеобухватним фонетским алфабетом. Назив му је Интернационални фонетски алфабет.

## Ефекат алфабета
Неки теоретичари, нарочито они који се доводе у везу са такозваном школом комуникације из Торонта, рецимо Маршал Меклуан, Харолд Јунис, Роберт Логан, су прокламовали хипотезу да су алфабети унапредили и осигурали способност анализирања, кодирања, декодирања и класификације. Ово је познато као ефекат алфабета, по наслову Логановог чланка из 1986.
Теорија подразумева да је потребан већи обим апстракције за разумевање релативно малог сета симбола и за њихову интерпретацију у виду фонема-ово је на известан начин допринело развоју наука које их користе. Меклуан и Логан су 1977. претпоставили као резултат ових вештина да употреба алфабета и фонетског писања ствара услове који воде развоју кодификовања закона, монотеизма, науке, дедуктивне логике, објективне историје и индивидуализма. Према Логану " све ове иновације, укључујући и алфабет, су настале на веома узаном географском простору између река Тигра и Еуфрата, Егејског мора и у веома малом временском периоду између 2000. године пре нове ере и 500. године пре нове ере“. Хипотеза је требало да открије зашто су апстрактне науке настале на западу насупрот Кине одакле потиче већи део светске технологије, по сведочењу Џозефа Нидама.
Алфабетско писмо је водило ка стварању бројног система и до откривања нуле од стране хинду и будистичких математичара. Пол Левинсон тврди у свом делу Танка ивица из 1997. да је алфабет олакшао успон и ширење учења монотеизма, обезбеђујући му да на једноставан начин пише о богу који је свеобухватан, свеприсутан и још невидљив. Насупрот, монотеизам није успео када је Акенатен покушао да га прошири преко хијероглифа у древном Египту, нити је успео да се одржи у местима као што је Кина која се ослања на идеографски начин писања.